# 23-й царь Тикаля
23-й царь Тикаля — двадцать третий правитель древнего майяского царства Мутуль со столицей в Тикале.

## Биография
23-й царь Тикаля правил примерно в 635 году (первой половине VII века), являясь преемником Кинич-Эта.
Ему наследовал Кинич-Муван-Холь II.

## Внешние ссылки
- История города Тикаль (Яшмутуль) царства Мутуль
- Правители Тикаля (недоступная ссылка) Архивировано 6 февраля 2013 года.